# 40 وول ستريت
ناطحةالسحاب 40 وول ستريت (بالإنجليزية:40 Wall Street) واسمها عند افتتاحها: مبنى بنك منهاتن (بالإنجليزية:the Bank of Manhattan Trust building ) هي ناطحة سحاب تقع في مدينة نيويورك في منهاتن السفلى. واجهتها الجنوبية تطل على شارع وول ستريت. اكتمل بناءها في أبريل 1930 بعد 11 شهراً فقط من العمل، وهي على ارتفاع 283 متراً (927 قدم)، وتحتوي على 71 طابقاً و36 مصعد.
تم تخطيط العمل عليها لتكون أطول بواحد وأربعون متراً من ناطحة السحاب وول وورث (الأطول في العالم آن ذاك التي انجزت عام 1913). وكذلك خطط على أن تكون أطول بعدة اقدام من ناطحة السحاب كرايسلر التي بدأ العمل عليها في نفس الفترة.
تم إنجاز مبنى 40 وول ستريت ليكون الأطول في العالم عند اكتماله، ولكن تم تغيير خطة بناء مبنى كرايسلر الذي يعمل عليه في نفس الفترة ليتجاوزه بثمانية وثلاثون متراً بإضافة القبة التاجية المزخرفة المعروفة في أعلاه ولتحصل الأخيرة على لقب أطول بناية في العالم آن ذاك.
وبذلك تكون ناطحةالسحاب 40 وول ستريت الأطول في العالم لأقل من شهرين فقط وذلك من إنجازها في أبريل 1930 حتى 27 مايو 1930 وهي أقصر مدة لحيازة لقب أطول بناية في تاريخ ناطحات السحاب.

## حادثه الطائرة الحربية
في 20 مايو 1946 اصطدمت الطائرة الحربية بيتش كرافت C-45 التابعة للقوات الجوية الأمريكية ذات المحركين بالجزء الشمالي من المبنى حينما كانت متجهة إلى مطار نيوارك حيث اصطدمت بالطابق 58 واحدثت ثقب في البناء وقتل ركاب الطائرة الخمسة ، وكان الضباب وانخفاض مستوى الرؤية هو السبب وراء الحادثة.

## الملكية الحالية للبناية
في عام 1995 تم شراء 40 وول ستريت من قبل رجل الأعمال الأمريكي دونالد ترامب حيث أصبح مبنى ترامب (trump building) هو الاسم المعروف للبناية من ذلك الوقت.

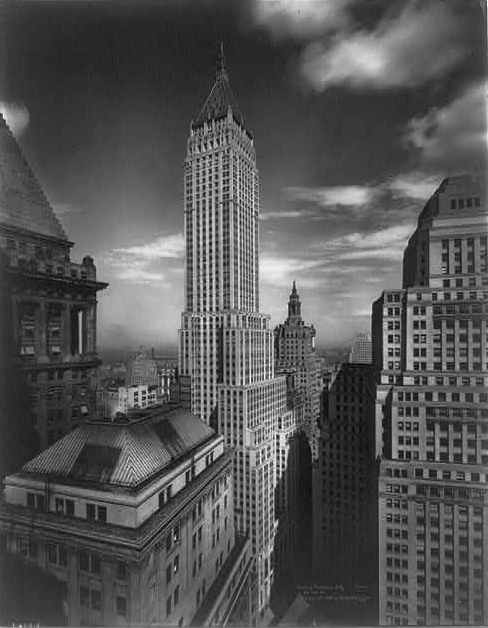
مبنى 40 وول ستريت

## وصلات خارجية
- The Trump Building on مجلس المباني الشاهقة والمساكن الحضرية Skyscraper Center
- Wired New York - 40 Wall Street (The Trump Building)
- in-Arch.net: The 40 Wall Street
- Emporis.com – Building ID 115941
- Model of the Trump Building (40 Wall Street) for سكتش أب and جوجل إيرث
- NY City Landmarks Preservation Commission Designation